# D.A.C. Zoethout
Daniel Allert Coert (D.A.C.) Zoethout (Amsterdam, 19 maart 1906 - Hilversum, 2 juli 1995) was een Nederlands ingenieur, organisatieadviseur en buitengewoon hoogleraar organisatiekunde aan de Technische Hogeschool Eindhoven van 1959 tot 1966 aan de faculteit Industrial Engineering & Innovation Sciences. Van 1956 tot 1959 diende hij als voorzitter van de Orde van Organisatie en Efficiency Adviseurs.
Zoethout was een van de belangrijkste vertegenwoordigers van een tweede generatie technische organisatieadviseurs in Nederland, die de technieken van organisatie en management zag als verbindingscommunicatiemiddel in de netwerkachtige samenwerkingsverbanden die met de naam 'organisatie' wordt aangeduid.
Met de ontwikkeling van een werkclassificatie in de oorlogsjaren bij Berenschot heeft hij een voortrekkersrol gespeeld. In de jaren 1950 leverde bij een bijdrage aan de oprichting van het Sioo, en de jaren 1960 was hij de eerste hoogleraar organisatiekunde aan de TH Eindhoven.

## Levensloop

### Opleiding en begin van carrière
Zoethout werd geboren in 1906 in Amsterdam, als zoon van Wiebe Zoethout en Trijntje (Canne) Zoethout. Na de hogereburgerschool studeerde hij elektrotechniek aan de Technische Hogeschool Delft, waar hij in juni 1929 op drieëntwintig jarige leeftijd zijn ingenieursdiploma behaalde.
Na zijn afstuderen begon hij bij de Hollandse Draad- en Kabelfabriek (DRAKA) te Amsterdam in de hoogspanningstechniek en werkte verder in de bedrijfsleiding. In deze tijd kwam hij in contact met Jan Goudriaan, die gedelegeerd commissaris van het bedrijf werd. Ook maakte hij kennis met het organisatie-adviesvak toen het organisatiebureau Bedaux zijn intrede deed. Per 1 september 1930 werd hij ook actief als ingenieur bij de Octrooiraad.
Van 1937 tot 1942 werkte hij als organisatieadviseur bij het Adviesbureau Ir. J.M. Louwerse, en van 1942 met enige onderbreking tot 1951 bij het Berenschot organisatieadviesbureau. In navolging van Abraham Mey hebben na de oorlog Zoethout, Piet Bosboom en Remmer Willem Starreveld studiecommissies geleid voor de vorming van een opleiding van organisatieadviseurs, die in 1958 leidde tot de oprichting van het Sioo.

### Verdere carrière bij Philips en de TH Eindhoven
In 1951 accepteerde Zoethout een vaste aanstelling bij Philips als hoofd van de afdeling Technische Efficiency en Organisatie (T.E.O). Hierbij was hij van 1959 tot zijn pensionering in 1966 tevens bijzonder hoogleraar in de organisatiekunde aan de Technische Hogeschool Eindhoven bij de faculteit Industrial Engineering & Innovation Sciences.
Van 1956 tot 1959 heeft Zoethout gediend als voorzitter van de Orde van Organisatie en Efficiency Adviseurs. Na zijn pensionering is hij nog een twaalftal jaren actief geweest, onder andere met de ontwikkeling van een vernieuwd organisatieschema. Hij diende ook nog enige termijnen in de ledenraad van het Nederlands Instituut voor Efficiency, en zat in de Raad van Bestuur van Wofac N.V. in Den Haag, de Nederlandse vestiging van Science Management Corporation.

### Familie
Zoethout trouwde in 1931 in Idaarderadeel met Martha Adriana de Stoppelaar, en het echtpaar kreeg 2 kinderen.

## Werk

### Systeem van werkclassificatie
Een van de grotere opdrachten, die Zoethout bij Berenschot in de oorlogsjaren heeft uitgevoerd, was het ontwerp van een passend systeem van werk-classificatie in opdracht van de Federatie van werkgevers in de metaal en elektrotechnische industrie. Bij de ontwikkeling hiervan werden een vijftiental werkgroepen opgericht, waarin zo'n 100 man samenwerkte. Zoethout (1980) vatte de essentie van die werk als volgt samen:
"De principiële opvatting dat methoden en technieken van organisatie en van leiding allereerst moeten worden gezien als verbindingsmiddelen, werd door mijn ervaringen op dit terrein en met deze werkwijze [met werkgroepen], belangrijk versterkt. De werkclassificatie steunt m.i. nog meer op vergelijkende oordelen dan de arbeidsstudie, met zijn temposchatting. Van objectief meten is geen sprake. Het nut van de analytische benadering bestaat hierin, dat een meer gedetailleerd overleg mogelijk wordt en de kans op een gemeenschappelijk oordeel wordt vergroot."
In zijn intreerede uit 1959 had Zoethout reeds aangegeven, dat die ontwikkelde werkclassificatie na de oorlog tot toepassing is gekomen:
"[De werkclassificatie] komt neer op een systematische en analytische methode om allerlei functies in het bedrijf te rangschikken naar de zwaarte van de eisen die zij aan de uitvoerder stellen om ze vervolgens in loon- en salarisklassen in te delen. De analytische functiebeschrijving is hierbij het voornaamste hulpmiddel..."
Volgens Zoethout kon de bedrijfsleiding met een heldere breedgedragen werkclassificatie meer gefundeerde opheldering geven aan werknemers over de beoordelings-- en beloningssystematiek, waarmee de onderlinge verhouding verbetert kon worden. In de naoorlogse jaren is Zoethout betrokken gebleven bij deze problematiek. In dit kader stond hij ook bekend als voorstander van winstdeling.

### Een viertal benaderingen van organisatie
Bij de intreerede als bijzonder hoogleraar in de organisatieleer, onder de titel "De moderne talen van het technische bedrijf," onderkende Zoethout (1959) een viertal benadering van organisatieproblemen. Zo stelde hij:
Allerlei mensen, afkomstig uit verschillende richtingen hebben zich de laatste tientallen jaren toegelegd op het ontwikkelen van methoden en hulpmiddelen ten dienste van [het] streven naar efficiencyverhoging [binnen de ondernemingen]. Zij hebben voor een groot gedeelte verschillende wegen bewandeld. Economen hebben een speciale bedrijfseconomie ontwikkeld; zij hebben de interne organisatie benaderd vanuit hun hoofdgebied, de externe organisatie. Hieruit is te verklaren dat hun methoden gericht zijn op de hogere en hoogste leiding van de onderneming. Psychologen hebben zich lange tijd hoofdzakelijk geconcentreerd op het geschiktheidsonderzoek van personen voor lagere en hogere posities. De eigenlijke bedrijfspsychologie is van latere datum. Sociologen zijn bezig een speciale bedrijfssociologie te ontwikkelen, gericht op vraagstukken van groepen in het bedrijf, gericht op de lagere regionen van de hiërarchie..."
De drie genoemde groepen van bedrijfseconomen, bedrijfspsychologen en bedrijfssociologen hebben volgens Zoethout met elkaar gemeen, dat ieder hun eigen uitgebreider gebied als uitgangspunt hebben genomen. Een vierde groep op het gebied van organisatieonderzoek, de technici, hebben volgens Zoethout altijd het bedrijf als hun oorspronkelijk terrein onderkent.

### Opkomst van het technisch organisatie-advies in Nederland
In 1979-80 heeft Zoethout de eindredactie verzorgt van een eerste publicatie over de opkomst van de ingenieur als organisatieadviseur in Nederland. Het initiatief hiertoe was in 1979 uitgegaan van het bestuur van de Afdeling Bedrijfskunde van het KIvI. Hierbij onderscheidde ze drie generaties van technisch organisatieadviseurs:
- Eerste generatie studeerde af en startte hun werkzaamheden tussen 1910 en 1923, zoals Johan Marie Louwerse, Vincent Willem van Gogh, Ernst Hijmans, Jan Goudriaan en Berend Willem Berenschot.
- Een tweede generatie begon tussen 1027 en 1934, zoals A. Strachoff van Bedaux en Co, Tammo Jacob Bezemer, D.A.C. Zoethout zelf, J. Smit, J.M. Matthijsen, en R.F. Volz.
- Een derde generatie die begon tussen 1937 en 1941, zoals Martin Ydo, P.H. Bosboom, S. Hoosang, F.G. Willemse en J.M.F. Driesser.

## Publicaties
- Zoethout, D.A.C., De moderne talen van het technische bedrijf. Groningen: Wolters, 1959. (Rede)
- Botter, Constant H., Willems, T. en Zoethout, D.A.C. (red.), De ingenieur als organisatie-adviseur. 50jaar organisatie-advies-ingenieurs (1920-1970). Eindhoven 1980.

Artikelen, een selectie
- Zoethout, D.A.C. "Staffuncties in de fabricage," NV, mei-juni 1954.
- Zoethout, D. A. C. De technische en organisatorische aspecten van bedrijfs- signalering, in: NIVE Publicatie no 350, Den Haag, 1955. p. 8.
- Zoethout, D.A.C., "Ter herdenking Prof. Ir. B. W. Berenschot ; 1895 — 1964. Buitengewoon hoogleraar in de bedrijfsleer aan de T.H. te Delft." Ingenieur, 64, A, p. 145—146.
- Zoethout, D.A.C., "Job design," april 1965; "Het beter gebruiken van ons arbeidspotentieel van hoog tot laag," april, 1964; "Psychologische afdeling, Contractverloning," december, 1965; "Werkstructurering, handleiding en structuurinventarisatie," januari, 1965.
- Zoethout, D.A.C., "Managers, Organisatie, en organisatie-adviseurs," in: Tammo Jacob Bezemer e.a. Organisatiewetenschap en praktijk: opstellen op 4 augustus 1975 aangeboden aan Prof. Ir. T. J. Bezemer, hoogleraar aan de Erasmus Universiteit te Rotterdam ter gelegenheid van zijn zeventigste verjaardag. Stenfert Kroese, 1976.